# CRMPファミリー
CRMPファミリー（コラプシン反応媒介タンパク質、collapsin response mediator protein family）は、類似した分子サイズ（60–66 kDa）と高いアミノ酸同一性（50–70%）を有する5種類の細胞内リン酸化タンパク質（CRMP1、CRMP2、CRMP3、CRMP4、CRMP5）からなるタンパク質ファミリーである。CRMPは主に発生中の神経系で発現しており、微小管との相互作用を介して神経突起から軸索への形成過程、成長円錐の誘導と崩壊に重要な役割を果たす。切断型のCRMPは外傷後の神経変性とも関係している。
さまざまな医薬品によるCRMP2の発現の調節は、近年研究が進展している領域である。CRMP2の発現を高めるもしくは低めることができる化学物質の発見によって、アルツハイマー病やパーキンソン病などの神経疾患の影響を抑えられるようになる可能性があると考えられている。

## 歴史
CRMPファミリーの各メンバーは、いくつかのグループによって異なる種で独立に発見された。ファミリーの5つのメンバーの中ではCRMP2が最初に1995年に同定され、ニワトリの後根神経節（DRG）における軸索誘導の阻害タンパク質であるセマフォリン3A（Sema3A）を介したシグナル伝達に関与していることが発見された。このタンパク質は当初はその分子量からCRMP-62と命名されたが、その後にCRMP2と呼ばれるようになった。同時期に、TOAD-64（Turned On After Division 64 kDa）と命名されたタンパク質が脳皮質の発生時に大きく増加することが示されており、TOAD-64のcDNA配列はラットのCRMP2に対応するものであった。1996年、64 kDaのマウス脳特異的リン酸化タンパク質を認識するウサギポリクローナル抗血清を用いてマウスのCRMP4タンパク質（Ulip [Unc-33 like phosphoprotein] と呼ばれることも多い）が発見された。同年、いくつかの研究によってラットからCRMP1からCRMP4、そしてヒト胎児脳試料からCRMP1、2、4のジヒドロピリミジナーゼ（DHPase）相同配列がクローニングされた。そして2000年、脳ライブラリのツーハイブリッドスクリーニングやタンパク質複合体精製によってCRMP5が発見された。その後、さまざまな自己免疫関連神経変性疾患における自己抗体の標的抗原としてのCRMPの研究が行われるようになった。

## 構造

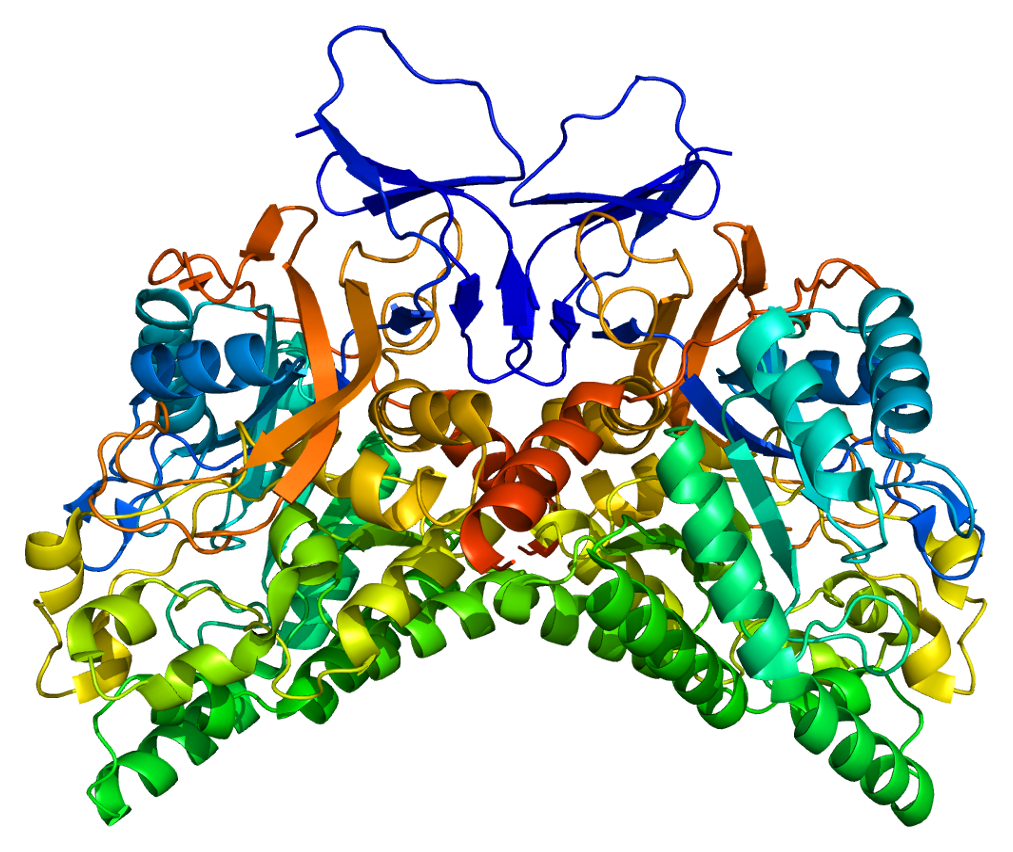
CRMP1の結晶構造

CRMPファミリーのメンバーは564アミノ酸から572アミノ酸の長さであり、各メンバーはマウスとヒトの間で約95%が保存されている。CRMP1からCRMP4のアミノ酸配列は約75%が互いに相同であるが、CRMP5と他のCRMPは50–51%の相同性を示すのみである。CRMPは線虫Caenorhabditis elegansのUnc-33のホモログであり、Unc-33の変異は神経回路形成や協調的な運動の欠陥を引き起こすことが知られている。CRMP1からCRMP4は四量体型肝臓DHPaseと約60%が相同であり、金属依存性アミドヒドロラーゼファミリーのメンバーと類似した構造をとる。しかしながら、CRMPにはアミドヒドロラーゼの活性部位で金属結合を可能にしているヒスチジン残基が存在せず、そのため酵素活性は持たない。
CRMPはホモ四量体またはヘテロ四量体として存在する。四量体はN末端の残基が複合体の外側に位置するような形で形成され、その結果CRMPは細胞質でさまざまな因子を調節することができるようになる。ゲル濾過による解析では、CRMP1やCRMP5のホモ四量体形成能はCRMP2と比較して弱く、またCa2+やMg2+といった2価カチオンはCRMP1やCRMP5のオリゴマーを不安定化するのに対し、CRMP2に対してはホモオリゴマー形成を促進することが示されている。C末端の80アミノ酸には、さまざまなキナーゼによるリン酸化部位が存在する。

## 発現
CRMPの発現は神経系の発生過程を通じて調節されている。発生中の神経系では、各CRMPはそれぞれ時空間的に固有の発現パターンを示す。一例として、小脳の顆粒細胞の有糸分裂が行われる外顆粒層では、CRMP2は高度に発現しているがCRMP5は決して発現していない。一方、有糸分裂終了後の顆粒細胞ではCRMP2とCRMP5は共に発現していることが知られている。CRMPの発現は生後1週間の神経やシナプス結合の成熟が活発に行われている時期に最も高くなることから、これらが神経細胞の移動、分化、軸索成長に関与していることが示唆される。実際に、CRMP2の発現はノギン、コーディン、GDNF、FGFなど神経分化を促進する因子によって誘導される。
成体の神経系ではCRMPの発現は大きくダウンレギュレーションされ、神経可塑性、神経発生や再生と関係する領域に限定されている。CRMP1のmRNAは主に小脳のプルキンエ細胞に発現している。CRMPファミリーの5つのメンバーの中では、CRMP2が成体の脳で最も高度に発現しており、特に嗅覚系、小脳、海馬の有糸分裂終了後の成熟神経細胞で発現している。CRMP3のmRNAは小脳の顆粒層、下オリーブ核、海馬の歯状回にのみ発現している。CRMP4は最も発現が低いタンパク質であり、その発現は嗅球、海馬、小脳の内顆粒層に限定されている。CRMP5は嗅球、嗅上皮、海馬の歯状回の成熟神経細胞で発現しているだけでなく、末梢神経系の軸索や感覚神経でも発現している。CRMPは末梢組織でも発現しているようであり、CRMP1、4、5は成体の精巣において精細胞段階の細胞にのみ検出され、またCRMP2のmRNAはマウス胎児やヒト成体の肺組織に存在する。
CRMPの発現は成熟神経細胞において細胞死や生存に関するシグナル伝達に関与している。CRMPは細胞質基質に位置するタンパク質であるが、多くが成長円錐の先端のラメリポディアやフィロポディアにおいて膜に結合した状態で検出される。また中枢神経系と末梢神経系の双方の発芽線維において、傷害によって誘導されるCRMPの発現が観察される。CRMP4の発現は虚血性傷害に伴って促進され、また完全な形態を保った神経と関係していることから、CRMP4は生存シグナルとなって神経の再生に関与している可能性が示唆される。同様に、CRMP2の過剰発現は神経再生を加速させることから、成熟神経細胞の生存と維持に関与していることが示唆されている。一方で、CRMP2の発現は小脳顆粒細胞のドーパミン誘発性アポトーシスの初期段階にアップレギュレーションされることから、神経細胞死に関与している可能性もある。

## 機構、機能と調節

### 発生中の神経細胞における軸索形成
CRMP2は神経細胞の極性に関与している。初期神経細胞では、ラメリポディアと呼ばれる伸長から初期神経突起が形成される。この段階の神経突起では、樹状突起と軸索を区別することはできない。こうした神経突起の中の1つが最終的に軸索となり、樹状突起よりも長く成長する。CRMP2は微小管との相互作用を介して、この軸索成長を促進する。CRMP2はチューブリンヘテロ二量体に結合して共重合するが、既に重合したチューブリンへの結合はあまりみられない。こうした結合特異性によって、in vitroではチューブリンの重合が促進される。CRMP2/チューブリン複合体は軸索の遠位領域に存在し、微小管の重合速度を制御することでそのダイナミクスを調節している。またCRMP2は、軸索の成長円錐でのNumbによる極性を有するエンドサイトーシスを調節することで、神経細胞の極性の確立に寄与する。RhoキナーゼによるThr555のリン酸化、またはGSK-3βによるThr509、Thr514、Ser518のリン酸化はチューブリンやNumbに対する親和性を低下させることで、CRMP2を不活性化する。

### 成長円錐の誘導
発生中の神経系ではCRMPは神経突起と軸索の成長円錐に局在しており、そのため軸索誘導に関与していることが示唆されている。CRMPは軸索の成長円錐の崩壊を誘導する2つの異なるシグナル伝達経路に関与している。どちらの経路も、シグナル伝達カスケードにはRhoファミリーのGTPアーゼであるRhoAとRac1が関与している。RhoファミリーのGTPアーゼは成長円錐の細胞骨格の再編成を調節し、運動性に影響を与える。
Sema3Aシグナル伝達カスケードにおいては、CRMPは反発シグナルを媒介する細胞内のメッセンジャーとして機能する。細胞外のSema3Aは膜上の受容体ニューロピリン1とプレキシンA1のクラスタリングを開始する。一部のセマフォリンはプレキシンに直接結合するが、Sema3Aは直接的には結合しない。Sema3Aはプレキシンの共受容体としてのニューロピリンに結合し、プレキシンを介したシグナル伝達を開始させる。そして、活性化されたプレキシン受容体の下流のシグナル伝達経路がCRMPによって媒介される。細胞質基質にヘテロ四量体として存在するCRMPは、Sema3Aシグナル伝達カスケードに応答してプレキシンA1の細胞質基質ドメインに結合し、そのコンフォメーションが変化する。さらに、CRMPはCdk5、GSK-3β、そしてチロシンキナーゼFesによってリン酸化される。特に、CRMP1とCRMP2のリン酸化はSema3Aによる軸索誘導の調節に必要不可欠である。CRMP2の存在下では、シグナル伝達によって成長円錐のアクチンフィラメントの重合を調節するRac依存的経路に変化が引き起こされる。また、成長円錐に局在してアクチン骨格の再編成に関与しているホスホリパーゼD2（PLD2）はCRMP2によって阻害され、その結果アクチンの脱重合が引き起こされることで成長円錐の崩壊に影響を及ぼしている可能性もある。Sema3Aが存在しない場合、CRMP四量体とプレキシンの相互作用は遮断される。
CRMP2は、細胞外のリゾホスファチジン酸（LPA）によって誘導される成長円錐崩壊シグナルにも関与している。7回膜貫通受容体を介したシグナルは細胞内の経路を活性化し、RhoA、そしてその下流のRhoキナーゼを介してCRMP2のThr555がリン酸化される。DRGの神経細胞ではCRMP2はSema3AシグナルではなくLPAシグナルを介してRhoキナーゼによってリン酸化され、成長円錐の崩壊にはRhoキナーゼ依存的経路と非依存的経路の双方が存在することが明らかとなっている。RhoAを介した経路では、CRMP1はRhoキナーゼと相互作用し、そのシグナル伝達を調節する。CRMP2はO-GlcNAc化による翻訳後修飾を受け、この修飾によってリン酸化は遮断される。

### 外傷による神経変性
CRMPの切断産物は、中枢神経系（CNS）が負った外傷によって引き起こされる軸索の変性に大きな役割を果たしている。CNSに対する外傷の結果、グルタミン酸によってNMDA受容体が活性化され、カルシウムの流入をもたらしてカルシウム依存性プロテアーゼであるカルパインを活性化する。活性化されたカルパインはCRMP3を切断し、切断産物は神経変性をもたらす細胞質基質や核内の重要な分子と相互作用する。この切断型CRMPの構造は未解明であるため、どのようなタンパク質間相互作用が生じているか、そしてこれらがなぜCNSの損傷後に神経変性を開始するのかについての理解は進んでいない。カルパイン阻害剤であるALLNはCRMP3の切断を妨げ、軸索の変性や神経細胞死が起こらなくなることからも、グルタミン酸誘発性の神経細胞死の際にカルパインがCRMP3を切断標的としていることが示唆される。また、NMDA受容体を介したカルシウム流入時にはCaMKIIも活性化され、これもCRMP3の活性化因子となっている可能性がある。CRMP3は外傷や脳虚血による神経変性に関与している唯一のCRMPであるわけではなく、実際には全てのCRMPが切断標的となって変性促進を補助している。

### CRMPのノックアウト表現型と機能
| CRMP   | ノックアウトマウスの表現型          | 培養神経細胞で示されている機能                             |
| ------ | ----------------------------------- | ---------------------------------------------------------- |
| CRMP-1 | 顆粒細胞の増殖の低下とアポトーシス  | Sema3Aを介した軸索誘導                                     |
| CRMP-1 | 神経の移動の低下                    | NT3を介した軸索形成/伸長                                   |
| CRMP-1 | 尖端樹状突起の配向性の異常          | 脊髄の神経細胞死                                           |
| CRMP-1 | 樹状突起スパインの密度の異常        | 脊髄の神経細胞死                                           |
| CRMP-1 | 長期増強や空間記憶の異常            | 脊髄の神経細胞死                                           |
| CRMP-2 | 樹状突起のパターン形成の重度の異常  | 化学忌避物質を介した軸索誘導                               |
| CRMP-2 | 樹状突起のパターン形成の重度の異常  | 軸索の決定、伸長、分岐                                     |
| CRMP-2 | 樹状突起のパターン形成の重度の異常  | NT3を介した軸索伸長                                        |
| CRMP-2 | 樹状突起のパターン形成の重度の異常  | NGFによる軸索伸長に対する負の影響                          |
| CRMP-2 | 樹状突起のパターン形成の重度の異常  | 損傷した運動神経の軸索再生の促進                           |
| CRMP-2 | 樹状突起のパターン形成の重度の異常  | 神経伝達物質の放出                                         |
| CRMP-2 | 樹状突起のパターン形成の重度の異常  | NR2Bのトラフィッキングを介したグルタミン酸毒性に対する耐性 |
| CRMP-2 | 樹状突起のパターン形成の重度の異常  | 神経細胞死                                                 |
| CRMP-3 | 樹状突起スパインの成熟の異常        | 神経細胞死                                                 |
| CRMP-3 | 長期増強の異常                      | 神経細胞死                                                 |
| CRMP-3 | プレパルスインヒビションの低下      | 神経細胞死                                                 |
| CRMP-4 | 海馬CA1のproximal bifurcationの増加 | 軸索の伸長と分岐                                           |
| CRMP-4 | 海馬CA1のproximal bifurcationの増加 | ミエリン由来阻害因子による軸索再生の阻害                   |
| CRMP-4 | 海馬CA1のproximal bifurcationの増加 | 軸索の変性と細胞死                                         |
| CRMP-4 | 海馬CA1のproximal bifurcationの増加 | Sema3Aによる樹状突起の伸長と分岐                           |
| CRMP-5 | プルキンエ細胞の萎縮                | フィロポディアと成長円錐の形成                             |
| CRMP-5 | 長期抑圧の異常                      | CRMP2の神経突起成長促進作用の無効化                        |

## 臨床的意義
神経変性疾患ではCRMPの発現が変化しており、アルツハイマー病、パーキンソン病、統合失調症やその他多くの神経疾患の発症に必要不可欠な役割を果たしている可能性が高い。比較的高い有効性でCRMP2を標的化して神経変性疾患の影響を軽減させる医薬品の1つがラコサミドである。ラコサミドはさまざまな発作、特にてんかんを制御する他の医薬品と併用される。ラコサミドはCRMP2を調節し、てんかんを伴う患者に対して神経保護効果とてんかんの抑制をもたらす。
Thr509、Ser518、Ser522がリン酸化されたCRMP2は、アルツハイマー病において神経変性をもたらす神経炎と関係している。アルツハイマー病ではGSK-3βやCdk5が高度に発現しており、これらがCRMP2の不活性化を担っているプロテインキナーゼの一部であることが示唆されている。アルツハイマー病患者にみられるCRMP2の不活性化は神経原線維変化（NFT）や老人斑の発現を促進する。CRMP2は双極性障害や統合失調症とも関連しているが、GSK-3βによるリン酸化の影響である可能性が高い。